# Vanzijlia annulata
Vanzijlia annulata là một loài thực vật có hoa trong họ Phiên hạnh. Loài này được (A. Berger) L. Bolus miêu tả khoa học đầu tiên năm 1927.